# Matjaž Nanut
Mag. Matjaž Nanut, uni. dipl. pravnik pravne fakultete v Ljubljani, je odvetnik in ustanovitelj odvetniške pisarne Nanut. Po končanem študiju je bil asistent na Pravni fakulteti v Ljubljani, kjer je sodeloval tudi pri pisanju pravne literature (Ekonomija. Ekonomska analiza in politika, Ljubljana, GV založba, 2004, Ekonomska analiza prava: prevod četrte izdaje ter Ekonomija: ekonomska analiza in politika: repetitorij, spremenjena izdaja, 1. natis, GV založba, 2008 in druge). Leta 1997 je opravil znanstveni magisterij iz ekonomije in leta 2005 pravniški državni izpit ter je član Odvetniške zbornice Slovenije.
Odvetnik ima opravljen tudi strokovni izpit za opravljanje funkcije upravitelja v postopkih prisilne poravnave, stečaja in likvidacije, ki ga je opravil leta 2006.